# Морські леви
Морські леви (лат. Otariinae) — підродина вухатих тюленів.

## Систематика
До підродини морських левів входять 5 родів:
- Eumetopias
  - Північний морський лев (Eumetopias jubatus), інша назва — сивуч
- Neophoca
  - Австралійський морський лев (Neophoca cinerea)
- Otaria
  - Південний морський лев (Otaria flavescens)
- Phocarctos
  - Новозеландський морський лев (Phocarctos hookeri)
- Zalophus
  - Каліфорнійський морський лев (Zalophus californianus)
  - †Zalophus japonicus
  - Галапагоський морський лев (Zalophus wollebaeki)

## Опис
У природі голоси морських звучать як хрипке рикання. Проте в океанаріумі міста Тоба на острові Хонсю (Японія) є співучий морський лев, голос якого ніжний і м'який. Вони живуть у групах.

## Галерея

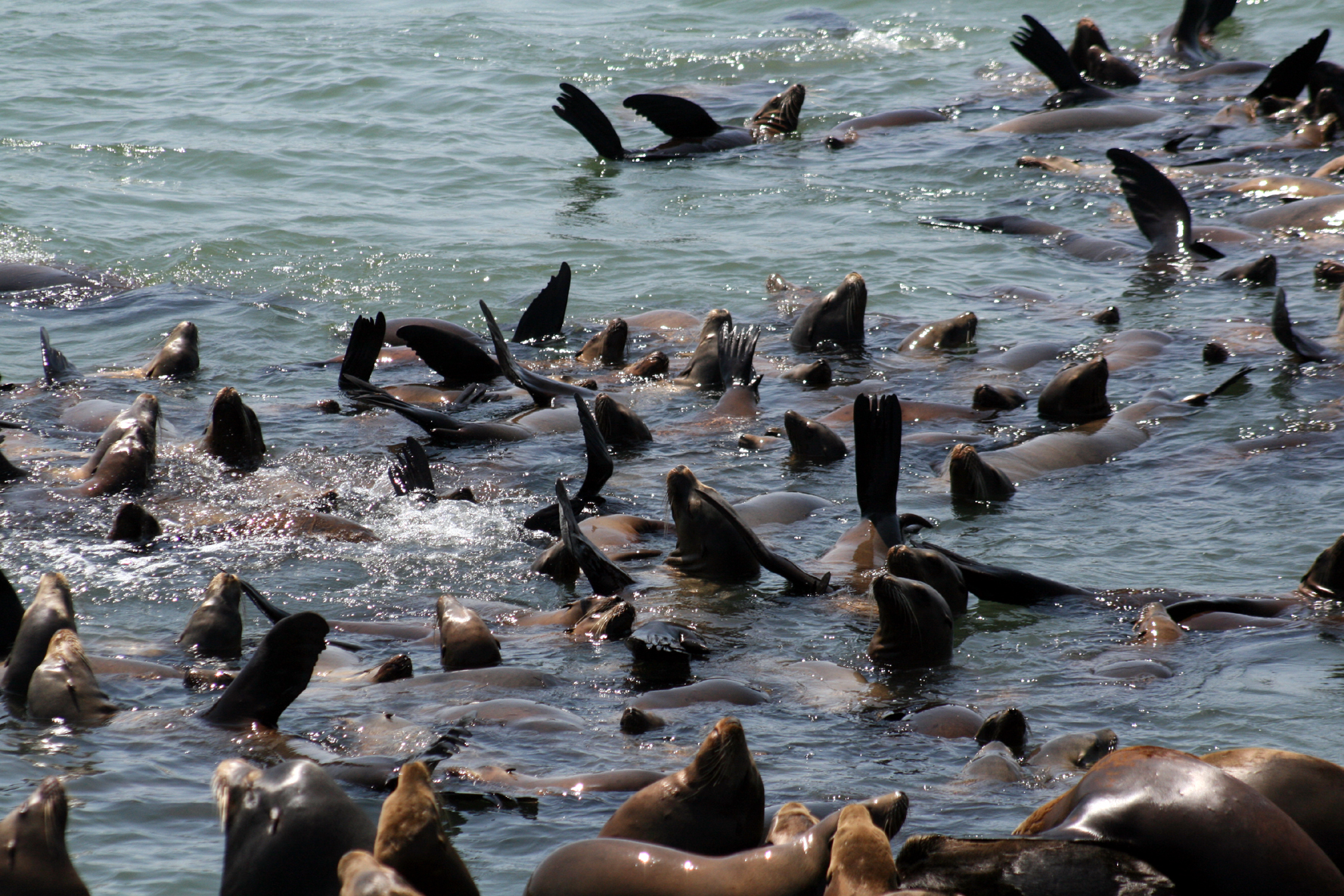
Морські леви у Каліфорнії
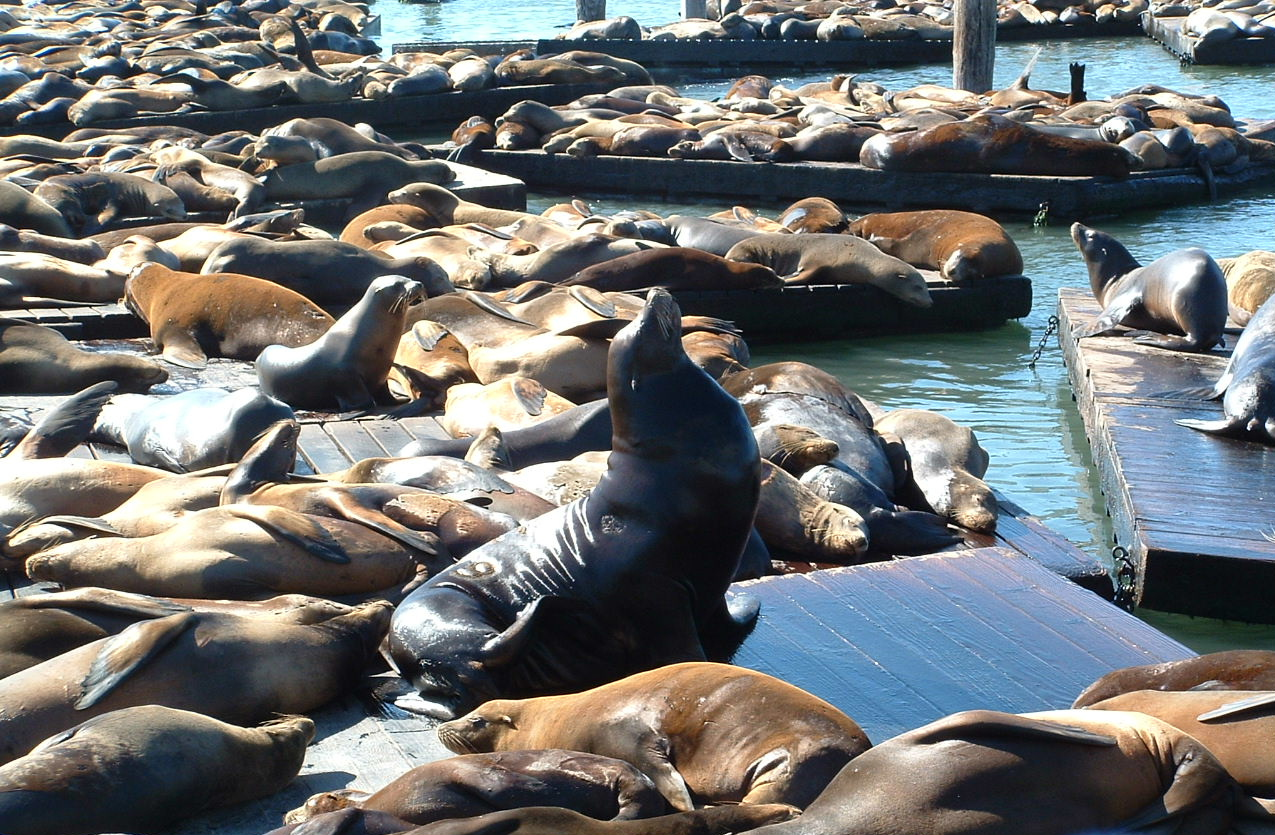
Каліфорнійські морські леви у Сан-Франциско, США
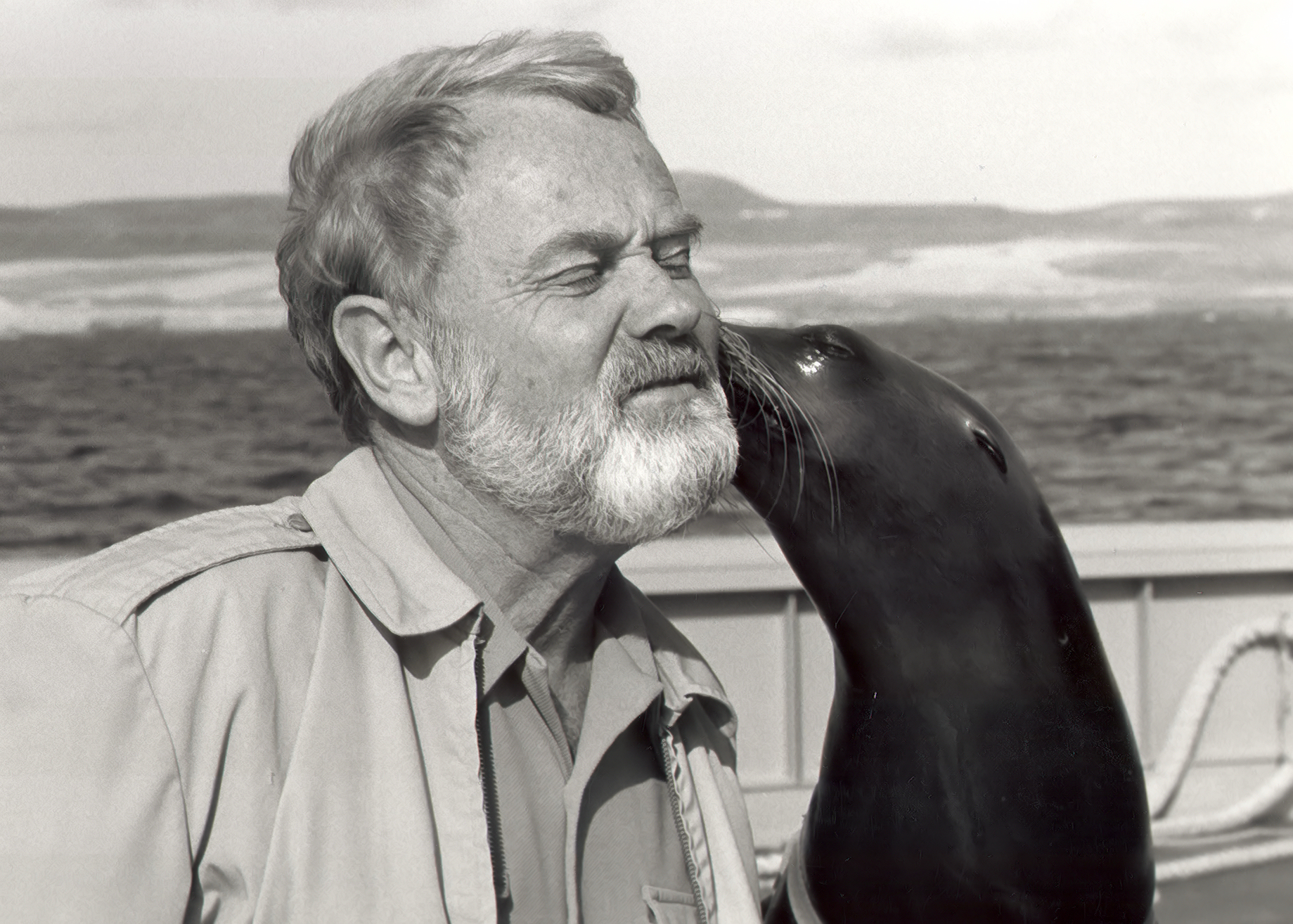
Ґіґі, морський лев, навчений ВМС США для підводного розмінування. Капітан Арне Віллехаґ з морським левом під час тренувальної сесії, 1983 рік